# Setaria intermedia
Espèce
Synonymes
- Chaetochloa intermedia (Roem. & Schult.) Stuntz[1] [2]
- Oplismenus tomentosus (Roxb.) Schult.[1]
- Panicum hookerianum Balansa[1]
- Panicum intermedium (Roem. & Schult.) Roth[1]
- Panicum tomentosum Roxb.[1] [2]
- Setaria tomentosa (Roxb.) Kunth[1] [2]

Setaria intermedia est une espèce  de plantes monocotylédones de la famille des Poaceae (graminées), sous-famille des Panicoideae , présente dans toutes les régions tempérées et tropicales du monde.